# Karlestrand
Karlestrand är en tätort i Ørlands kommun i Trøndelag fylke i mellersta Norge. Orten ligger vid fylkesväg 721, på norra sidan av Bjugnfjorden, väster om kommunens centralort Bjugn.
Tidigare har orten tillhört dåvarande Bjugns kommun.